# Parasemia rosea
Parasemia rosea är en fjärilsart som beskrevs av Andreas Bergmann 1953. Parasemia rosea ingår i släktet Parasemia och familjen björnspinnare. Inga underarter finns listade i Catalogue of Life.